# River Tarff
River Tarff är ett vattendrag i Storbritannien.   Det ligger i kommunen Highland och riksdelen Skottland, i den norra delen av landet, 700 km nordväst om huvudstaden London. River Tarff ligger vid sjöarna  Loch Ness och Loch nan Lann.